# Ana Turk
Ana Turk (født 29. juni 1989 i Jakarta, Indonesien) er en kvindelig kroatisk håndboldspiller, der spiller for RK Podravka Koprivnica og Kroatiens kvindehåndboldlandshold.
Hun blev udtaget til landstræner Nenad Šoštarić' trup ved VM i kvindehåndbold 2021 i Spanien, hvor det kroatiske hold blev nummer 18.

## referencer
1. ↑  "Ana Turk - Career & Statistics". European Handball Federation. Hentet 29. januar 2022.
2. ↑  "DHDb profil". Damehåndbolddatabasen. Hentet 29. januar 2022.
3. ↑  "SP 2021 (Ž): Hrvatska spremno dočekuje Svjetsko prvenstvo". hrs.hr. 29. november 2021. Hentet 22. januar 2022.
4. ↑  "Team Roster Croatia" (PDF). ihf.info. 23. januar 2022. Hentet 22. januar 2022.